# Багрецов, Фёдор Алексеевич
Фёдор Алексеевич Багрецов (ок. 1814—1874) — российский композитор духовной музыки, регент Чудовского хора.

## Биография
Родился около 1814 года в селе Загарье Богородского уезда Московской губернии (ныне городской округ Павловский Посад) в семье дьякона Алексея Федорова и Анастасии Тимофеевой. Отец умер до 1820 года, а вместе с матерью и старшей сестрой Анной будущий композитор жил в Москве при храме Успения Пресвятой Богородицы в Гончарах. В детстве пел в хоре московского Чудова монастыря. С 18 лет работал в хоре учителем малолетних певчих. С 1838 года и до конца жизни был регентом Чудовского хора, славившегося художественным исполнением церковных песнопений. По благословению митрополита Московского Филарета организовывал концерты духовной музыки. Среди его сочинений переложение Херувимской песни, «Господи спаси благочестивыя» B-mineur; Верую — G-dur, «Тебе поем» — G-mol, «Утоли моя печали» — A-mol и многие другие. Он оставил много учеников, в их числе П. A. Скворцов, П. И. Сахаров и другие.
Скончался 26 мая (7 июня) 1874 год на своей даче в подмосковном Владыкине. Похоронен на кладбище Алексеевского монастыря.
Амвросий (Ключарёв): «Этот хор вся Москва знает, и все уважают Ф. А. Багрецова как регента с большим знанием дела и с чистым вкусом, при котором он так умеет совместить искусство со строгими духовными требованиями нашего православного богослужения и с глубоким содержанием наших церковных песнопений».